# Çò des de Mosso
Çò des de Mosso és un edifici del municipi d'Arres inclòs en l'Inventari del Patrimoni Arquitectònic de Catalunya.

## Descripció
Antic habitatge sense tanca aparent que presenta la façana paral·lela a la "capièra", orientada a migdia, amb tres obertures de fusta en les dues plantes, sota "lhumarau" centrat per una "lucana", coberta d'encavallades de fusta i teulada de pissarra de dos vessants amb un "tresaigües" en el "enalèr" exempt, per on emergeix una "humenèja".
La façana conserva la decoració de la cantonada pintada en vermell que imita carreus de llarg i de través. La porta manté diversos motius i una franja de "veires" en la part superior. Damunt d'aquesta, una pedra triangular encastada duu la inscripció: AÑO 1866// JOAN ABELLA (ressaltada amb un vermell). Un portal permet l'accés a la borda adossada a llevant i al darrere el "urat". La borda principal i una notable "galeria" es troben a l'altra banda del pati o carrer.

## Història
En els registres parroquials surt documentat Isidre Abella, mort el 1825.